# Système numérisé d'exploitation rationnelle et de gestion interactive et évolutive des informations météorologiques
Pour les articles homonymes, voir Synergie (homonymie).
SYNERGIE (SYstème Numérisé d’Exploitation Rationnelle et de Gestion Interactive et Evolutive des informations météorologiques) est un outil pour le prévisionniste en météorologie opérationnelle développé par Météo-France.  Il permet l’affichage des données météorologiques et l’extraction d’informations issues de ces données, ainsi que la saisie de données d’expertise ou la mise en forme de documents.

## Fondement du système SYNERGIE
Depuis de nombreuses années, le nombre et la diversité des demandes concernant la Prévision météorologique n'a cessé d'augmenter. Outre les usagers traditionnels, comme le contrôle aérien ou les transports maritimes, d’autres secteurs, comme l’énergie, l’agriculture, l’environnement, le tourisme ou les loisirs requièrent une information météorologique fiable et régulière.
Obtenir des prévisions fiables en temps voulu permet de diminuer des coûts de façon significative ou d’améliorer la lutte contre la pollution, les catastrophes naturelles ou écologiques. Les prévisionnistes météo doivent ainsi faire face à l’augmentation du volume des données (provenant notamment des modèles de prévisions météorologiques numériques, des satellites météo, des radars, etc.) et ils doivent le faire le plus vite possible tout en fournissant des informations de plus en plus complètes. 
Météo-France a lancé au début des années 1990 un projet fédérateur de station de travail météorologique destinée à ses prévisionnistes professionnels. Le fruit de ce projet est un outil de prévision intégré appelé SYNERGIE capable de gérer tous types de données pertinent pour la prévision. SYNERGIE est un logiciel impliquant plus de 100 années-hommes de développement. Il a été mis en service entre 1994 et 1996 dans tous les centres français, national et régionaux y compris outre-mer; SYNERGIE est commercialisé à l’export par sa filiale MFI, et a été installé dans plus d'une trentaine de pays étrangers.
SYNERGIE reflète une vision métier : malgré les progrès réalisés ces dernières années en prévision numérique, l’expert humain garde un rôle primordial tout au long de la chaine de prévision, en particulier en situation météorologique difficile. En ce sens, SYNERGIE est un outil d'aide à la décision. Dans tous les centres où ce système est installé, il a permis de remplacer le papier, le tracé des grandes cartes, les crayons et les gommes qui étaient les outils historiques des prévisionnistes.

## Aspects fonctionnels

### Caractéristiques principales en visualisation
SYNERGIE permet de manipuler les différents types de données météo pertinentes pour la prévision: observation de surface (sol et océans), par satellites (images ou données ponctuelles), par radar, foudre, sorties de modèles atmosphériques ou de vagues, dispersion de polluants, messages alphanumériques, documents T4, et cartes ou objets générés par d’autres prévisionnistes ou centres de prévision.
La caractéristique majeure de SYNERGIE est l’intégration de tous ces types de données au cœur d’un système unique, permettant des accès rapides, et surtout une richesse de combinaisons par le prévisionniste tout au long de son travail : veille, analyse, compréhension, prévision, suivi des modèles, travail d’expertise graphique, et production finale. L'interface utilisateur est basée sur:
- un multi-fenêtrage graphique
- une interface dédiée pour la sélection et l'affichage de chaque type de donnée
- une gestion multi-écran (4 à Météo France)

### Production: Expertise et Mise en forme
Le processus de production météorologique se décompose en deux étapes.
- La première est le travail d’”Expertise”: cela recouvre en fait l’interaction graphique sur les données, la création/validation des données d’expertise (comme un front par ex.), l'alimentation de la base de données et l'échange d’expertise numérique avec d’autres prévisionnistes: un travail collectif harmonisé permet de produire une base cohérente intégrant l’apport de tous les prévisionnistes.
- La seconde étape est la mise en forme. Cette opération est assez indépendante de la première et peut même être activée sans la première (c’est largement le cas aujourd’hui dans les SMN). Dans le cas où une base d’expertise existe, un accès à cette base, augmentée de données brutes propres à la production, permet une mise en forme de produits, grâce à des outils de présentation du commerce. Dans le cas contraire, la mise en forme peut se faire, sans initialisation par les données résultant du travail des prévisionnistes.

Les modules de production d’expertise permettent au prévisionniste de produire et de numériser son expertise via une base de données, qui sert ensuite de point de départ à la production vers les usagers. SYNERGIE propose des modules de production d’expertise spécifiques pour tous les types de prévisionnistes (marine, aéronautique, …). 
Ces modules présentent l’intérêt d’être développés dans le même environnement que celui des modules de visualisation. Toutes les manipulations standards sont donc disponibles : le prévisionniste travaille donc en production dans un environnement familier. SYNERGIE permet aussi des échanges numériques d’expertise et donc une meilleure coordination technique. Cette coordination peut se faire entre centre national et services régionaux comme entre postes de travail spécialisés (marine et aviation par ex.).

## Aspects techniques

### Architecture
Le logiciel SYNERGIE est modulaire, il peut ainsi être utilisé dans différentes configurations selon les besoins du service de prévision : prévision générale, aéronautique, marine ou autre. 
L'architecture est de type Client-serveur : 
- la partie serveur prend en charge l’alimentation en données (par exemple à partir d’un commutateur de messages Meteo dit AMSS) et la gestion des données
- la partie client est chargée de la visualisation, l’interaction et la production.

Pour des configurations dite "légères", les deux parties serveur et client sont réunies en configuration “standalone” sur une même machine. Dans le cas de grands centres avec plusieurs postes de travail, la configuration est composée d'un serveur (en général doublé pour assurer une haute disponibilité), et une grappe de postes clients.

### Développement
Le logiciel SYNERGIE fait l’objet d’améliorations constantes: de nouvelles versions sont produites régulièrement par l’équipe de Météo-France. Les nouvelles versions (au moins une par an) proposent des améliorations, de nouvelles fonctionnalités ou modules, la gestion de nouveaux types de données… Chaque version est préalablement validée en environnement opérationnel par des prévisionnistes professionnels et fait l’objet d’une procédure de recette contractuelle.
Une nouvelle version de Synergie, Synergie-Next basée sur une architecture Architecture orientée services est en cours de développement à Météo-France.

### Versions opérationnelles
SYNERGIE est validé avec différents systèmes d'exploitation en fonction de la version SYNERGIE. Une transition importante a été le passage de la plateforme SUN à la plateforme LINUX en 2001.
- Version 3.2 jusqu'à 3.6 : SUN Solaris 2.6
- Version 3.5 : SUN Solaris 2.6 / Linux Redhat 7.3 (version export uniquement)
- Version 3.6 : SUN Solaris 2.6 / Linux Redhat 9 (version export uniquement)
- Version 3.7 : SUN Solaris 2.6 / Redhat Entreprise 3.0 (version export uniquement)
- Version 4.0 : Linux Redhat Entreprise 3.0, SUN Solaris 2.6
- Version 4.1 et 4.2 : Redhat Entreprise 3.0
- Version 4.3 : Redhat Entreprise 3.0 / Redhat Entreprise 5.0 (version export uniquement)
- Version 4.4 et suivantes : Redhat Entreprise 5.0
- Version 4.7 : sera la dernière version.

## Quelques projets utilisant SYNERGIE

### En France
- CNES
- EDF
- AIR FRANCE

### International
- Océan Indien COI
- Centres d'alertes DIPT
- SYNERGIE aux Asian Games
- Forecast Simulator au Qatar Aeronautical College

### Sources et liens externes
- Météo France
- Météo France International
- La station Météo du CSG et Météo-France
- IBM pour le passage à LINUX